# Castellers de Terrassa
Els Castellers de Terrassa són una colla castellera creada l'any 1980 a Terrassa. Vesteixen amb camisa de color blau turquesa.
L'1 de novembre del 1987, durant la diada de Tots Sants, celebrada a la Plaça de la Vila de Vilafranca del Penedès, els Castellers de Terrassa van carregar el primer 4 de 8 de la seva història. El 22 de novembre, tres setmanes més tard, van descarregar aquest castell per primera vegada, en una actuació feta al Raval de Montserrat de Terrassa. La forta empenta de la colla es confirma en aconseguir la torre de set l'any següent. Les temporades que segueixen confirmen als Castellers de Terrassa en els castells de vuit. L'any 1993, el 7 de novembre, a la Diada de la Colla, s'aconsegueix descarregar el tres de vuit al primer intent. És un mèrit, tan modest com es vulgui, però que denota l'esperit fundacional de la Colla: tractar de descarregar els castells —i no pas conformar-se a carregar-lo— i de dotar-se d'una bona tècnica que faci els castells vistosos. Es tracta de la primera colla que descarrega el tres de vuit al primer intent.
La millor actuació de Castellers de Terrassa fins al dia d'avui la van realitzar el 5 de novembre del 1995, coincidint amb la seva 16a Diada. Durant aquesta actuació van descarregar un 2 de 8 amb folre, van carregar un 3 de 9 amb folre (que és el sostre actual de la colla) i a continuació van descarregar un 4 de 8 i un pilar de 5. Amb aquesta actuació es convertien en la sisena colla que assolia un castell de nou en el segle xx, a més d'aconseguir que Terrassa fos la segona ciutat amb dues colles de 9 (la primera fou Valls).

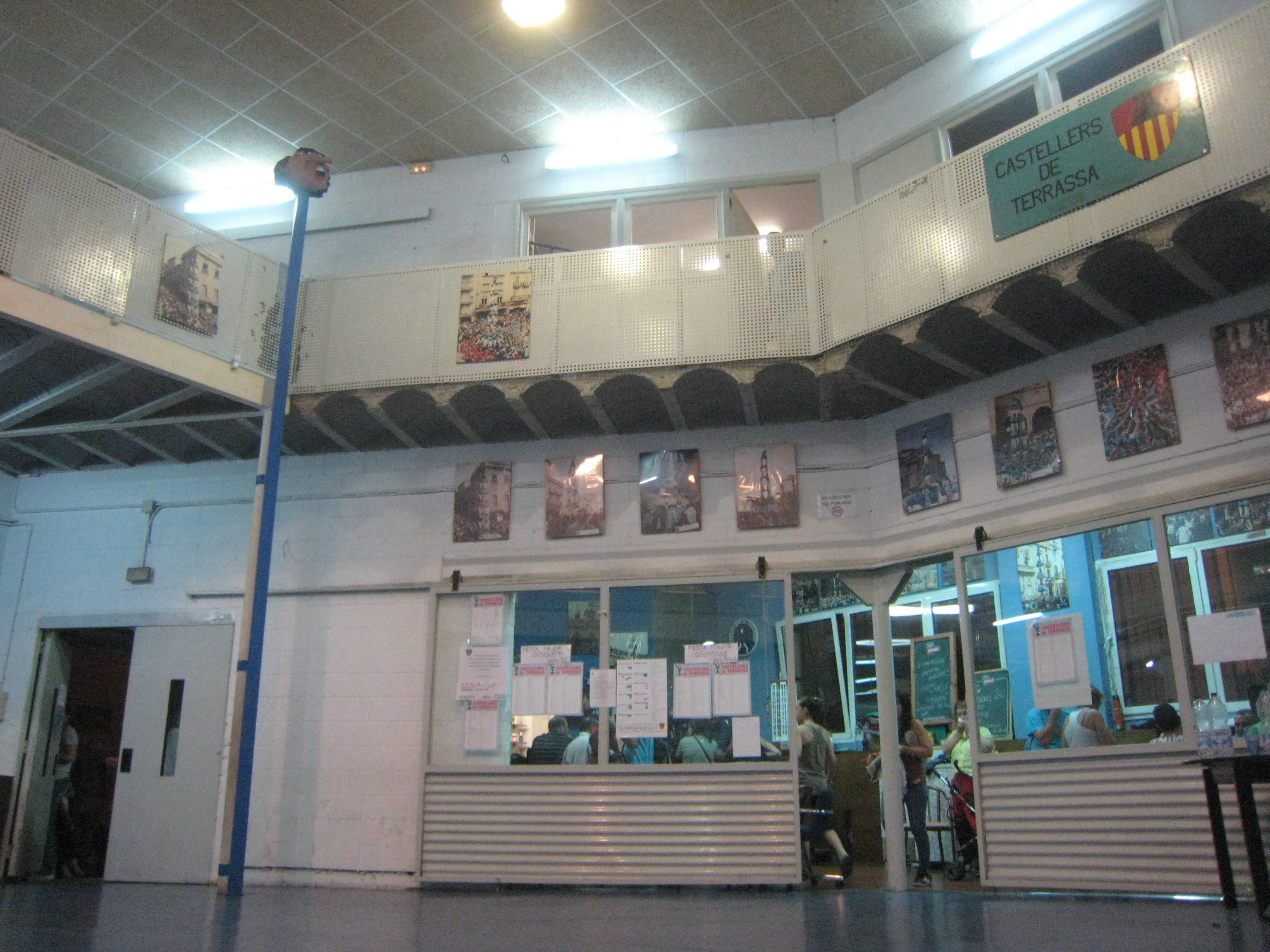
Local de la colla.

El 4 de novembre de 2012, obtenen un dels majors èxits dels últims anys, descarregant el pilar de 6 al primer intent durant la celebració de la XXXIIIa. Diada de la Colla celebrada al Raval de Montserrat, convertint-se en la primera colla en la història del món casteller en aconseguir aquesta fita. Tenen quatre colles apadrinades: Castellers de la Vila de Gràcia, Marrecs de Salt, Pallagos del Conflent (12 de maig de 2013) i Castellers de Sant Adrià.